# منتخب البرازيل لكرة اليد للسيدات
منتخب البرازيل لكرة اليد للسيدات هو الممثل الرسمي لدولة البرازيل في رياضة كرة اليد. شارك في بطولة العالم لكرة اليد للسيدات 11 مرة وكانت المشاركة الأولى في سنة 1995، كان أفضل مركز له فيها هو الأول. شارك في كرة اليد في الألعاب الأولمبية الصيفية 5 مرات وكانت المشاركة الأولى له فيها في سنة 2000. شارك في بطولة بان أميركان لكرة اليد للسيدات 13 مرة وكانت المشاركة الأولى في سنة 1986، كان أفضل مركز له فيها هو الأول.